# Skúli Sverrisson
Skúli Sverrisson (Reykjavík, 23 oktober 1966) is een IJslands jazzbassist.

## Biografie
Sverrisson studeerde in IJsland bas en compositie bij Jón Sigurðsson en nam in 1984 eerste opnamen met de band Pax Vobis op. Van 1987 tot 1991 studeerde hij aan het Berklee College of Music. Hij werkte tijdens deze periode met muzikanten als Bob Moses, Danilo Pérez, Wolfgang Muthspiel en Mino Cinelu. Met Carsten Tiedemann formeerde hij de band Mo Boma, waarmee hij vier albums opnam.
Van 1991 tot 1996 toerde hij met de gitarist Allan Holdsworth. Hij werkte daarna met onder andere Derek Bailey, Peter Brötzmann, Tim Berne, John Lurie, Chris Speed, Laurie Anderson, Wadada Leo Smith en Naná Vasconcelos. Hij nam ook een cd op met Anthony Burr en een duoalbum met de IJslandse gitarist Hilmar Jensson. Met Chris Speed, Brad Shepik en Jim Black vormt Sverrisson het kwartet Pachora.

## Discografie
- 1997: Seremonie
- 1997: Skúli Sverrisson & Hilmar Jensson Kjar
- 2007: Seria
- 2010: Seria ll
- 2012: Skúli Sverrisson & Óskar Guðjónsson The Box Tree

Met Pachora
- 1997: Pachora
- 1999: Unn
- 2002: Ast
- 2003: Astereotypical